# Обезьяна, страус и могила
«Обезьяна, страус и могила» (англ. Monkey, Ostrich and Grave) — парадокументальный драматический фильм с элементами фантастики режиссёра Олега Мавроматти. Мировая премьера состоялась в 2017 году на международном кинофестивале «Артдокфест», где картина удостоилась специального приза жюри.
Второй фильм из трилогии Олега Мавроматти, главными героями которой являются постсоветские видеоблогеры. Первым фильмом трилогии был «Дуракам здесь не место» (2015), последним — «Полупроводник» (2018).

## Сюжет
Герой фильма — видеоблогер с особенностями психического развития Геннадий Горин (Виктор Лебедев), проживающий в Луганске во время активной фазы военного конфликта. Фильм состоит из его домашних и уличных влогов (видеозаметок), показанных в хронологической последовательности. Других актёров в фильме нет, за исключением одной сцены, где показан прохожий сбоку и издалека. В фильм также добавлены уличные сцены с людьми и человеческими трупами, которые сняты очевидцами и были взяты режиссёром из интернета.
Сначала блогер немного рассказывает о своём детстве и пытается дать зрителю полезные бытовые советы. Потом начинает вспоминать, как его два года назад похитили инопланетяне, которых он обозначает чаще всего как «лунатиков» или как «Жеглова и Шарапова». Также он пробует поджечь газету силой мысли, и это ему удаётся.
Центральную часть фильма занимает сцена, в которой Геннадий Горин показывает свою тетрадь 2014 года с рисунками. На первом листе нарисованы отдельно страус, обезьяна и могила. Большая часть тетради посвящена «лунатикам» и тому, что происходило внутри летающей тарелки. «Лунатики» в основном пытали своих узников, подвешивали их на крюк, били током; также они любили выпить водки, которую закусывали солёными огурцами. Геннадий Горин хочет рассказать своим зрителям, как именно его пытали «Жеглов и Шарапов», много взволнованно кричит, но так и не доходит до деталей.
В следующих включениях блогер сообщает, что встретил одного из «лунатиков» на улице и проследил его до дома, в котором тот скрылся. В финале фильма блогер оказывается возле этого многоквартирного дома. Он проникает в подъезд и организует пожар на одном из этажей, там, где, как ему кажется, находятся «Жеглов и Шарапов».
Персонаж Геннадий Горин — образ, собранный из нескольких блогеров, в том числе из реального орловчанина Геннадия Горина. Режиссёр наделяет своего героя способностью к пирокинезу, что не позволяет отнести картину к чистому мокьюментари.

## Маркетинг
Трейлер фильма «Обезьяна, страус и могила» был опубликован 9 ноября 2017 года в рамках кинофестиваля «Артдокфест».

## Признание
| Год  | Фестиваль / премия                   | Категория             | Номинанты и получатели | Результат |
| ---- | ------------------------------------ | --------------------- | ---------------------- | --------- |
| 2017 | Международный фестиваль «Артдокфест» | Специальный приз жюри | Олег Мавроматти        | Победа    |

Обозреватель радио «Свободы» Дмитрий Волчек назвал картину лучшим русскоязычным фильмом 2016 года. Кинокритик Мария Кувшинова включила «Обезьяну, страуса и могилу» в двадцатку самых важных русских фильмов 2010-х годов.